# Patrício Rodrigues Galdeano
Patrício Rodrigues Galdeano, foi um empresário brasileiro.
Registra-se que fora um dos sócios-fundadores da Companhia Estanífera do Brasil, atualmente conhecida por CESBRA, em Volta Redonda, no Rio de Janeiro. 
Em 1968, faleceu a 8 de fevereiro. 
Mais adiante, a Prefeitura de Volta Redonda batizou uma das ruas daquela cidade em sua memória.